# Ludwig Rottenberg
Ludwig Rottenberg (Černivci, 11 ottobre 1865 – Francoforte sul Meno, 6 maggio 1932) è stato un compositore e direttore d'orchestra austriaco naturalizzato tedesco.

## Biografia
Rottenberg proveniva da una famiglia ebrea di lingua tedesca a Černivci, capoluogo della Bucovina, che all'epoca faceva parte della monarchia austro-ungarica. Ha studiato musica nella sua città natale, e successivamente al Conservatorio di Vienna.
Nel 1892 succedette a Felix Dessoff nel ruolo di Erster Kapellmeister all'Opera di Francoforte. Fu raccomandato per la posizione da Johannes Brahms e Hans von Bülow, venendo preferito a due altri famosi candidati: Richard Strauss e Felix Mottl.
Ha ricoperto questa carica fino al 1926. Durante il suo mandato ha lavorato con sei diversi direttori artistici e ha contribuito ad affermare l'Opera di Francoforte come uno dei principali teatri dell'epoca. Numerose opere contemporanee sono state rappresentate durante questo periodo, tra le altre in prima mondiale Der ferne Klang (1912), Die Gezeichneten (1918) e Der Schatzgräber (1920) di Franz Schreker. Altre importanti esecuzioni, in parte prime assolute in Germania, comprendono Der arme Heinrich (1897) di Hans Pfitzner, Pelléas et Mélisande (1907) di Claude Debussy, Elettra (1909) di Richard Strauss e altre di Ferruccio Busoni, Leoš Janáček, Béla Bartók e Paul Hindemith.
Una delle sue opere fu anche rappresentata per la prima volta all'Opera di Francoforte nel 1915: l'atto unico Die Geschwister, composto nel 1913 da una poesia di Goethe. Oltre a ciò, Rottenberg scrisse principalmente Lied e composizioni per pianoforte.